# Itaka (biuro podróży)
Itaka – jedno z największych biur podróży w Polsce, założone w 1989 r. Zajmuje się organizacją wczasów i wycieczek objazdowych do ponad 100 krajów świata. Itaka jest członkiem Polskiej Izby Turystyki. Główna siedziba znajduje się w Opolu.
Działalność Itaki skupia się głównie na rynku polskim, oprócz tego działa również: w Czechach oraz na Słowacji (jako Čedok), na Litwie (jako Itaka Lietuva) oraz na Węgrzech (jako Itaka Hungary).